# Tamás Vásáry
Pour les articles homonymes, voir Vasary et Tamas.
Tamás Vásáry (ˈtɒmaːʃ ˈvaːʃaːri) (né à  Debrecen, Hongrie le 11 août 1933) est un pianiste et chef d'orchestre suisse d'origine hongroise.

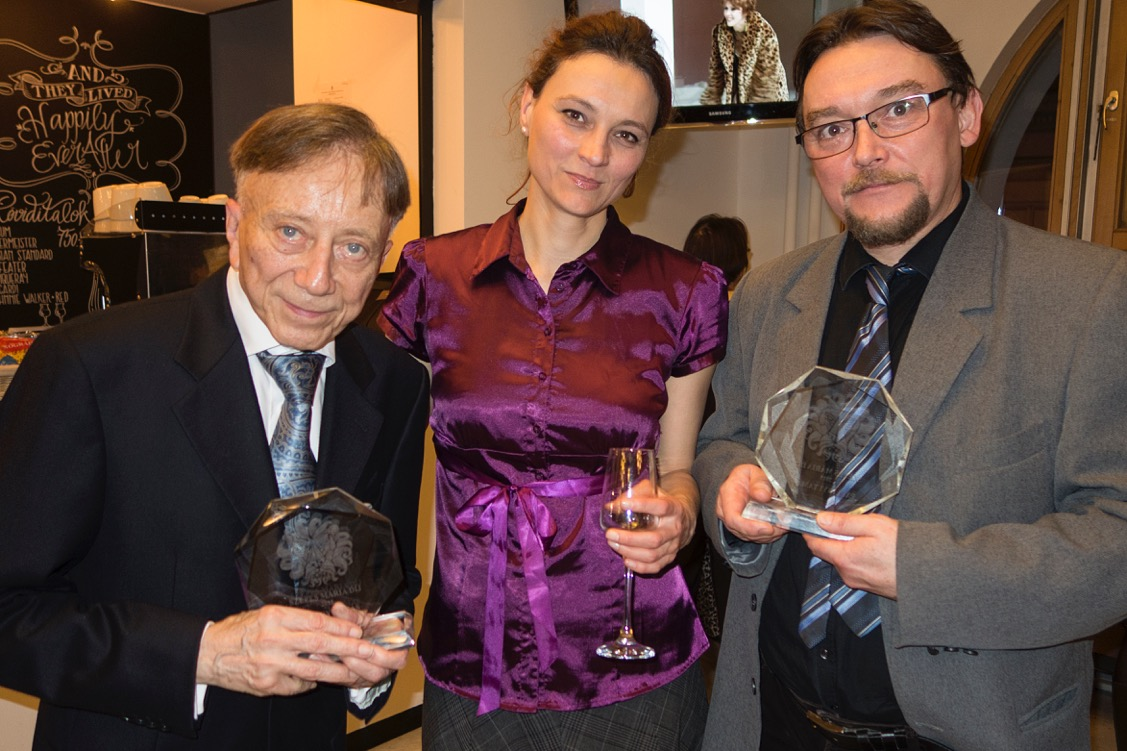
Tamás Vásáry (à gauche), avec Katalin Fürjes et Tamás Paulinyi

## Biographie
Musicien très précoce, Tamás Vásáry donna ses premiers concerts publics à l'âge de huit ans. Il étudia sous la férule de Ernst von Dohnányi et de József Gát à la prestigieuse Académie de musique Franz-Liszt de Budapest et fut plus tard le disciple de Zoltán Kodály, qui lui fit cadeau d'un piano de concert Steinway.
Vásáry remporta le Concours Franz Liszt à l'Académie de Budapest en 1947. Après avoir quitté la Hongrie en 1956, il s'installa en Suisse et parcourut les grandes villes d'Europe de l'Ouest en 1960 et 1961. Il vécut un temps à Londres. Il a signé des enregistrements très renommés pour la Deutsche Grammophon, particulièrement du répertoire romantique. Il fut directeur musical du Northern Sinfonia of England, chef d'orchestre attitré du Bournemouth Sinfonietta et fut invité à diriger la plupart des grands orchestres britanniques.